# 合成物
合成物（德語：zusammengesetzte Sachen）又稱組合物，為數個未失其原先個性的物結合成一體的物，合成物的構成部分仍可識別，一般為由多數單一物結合而成。合成物的構成部分仍為獨立物，但法律上視構成部分僅是物的成分，合成物的其中一部份，原則上不能獨立為交易標的，須以合成物整體為交易標的。如一部汽車、一間廠房、一個鬧鐘、一台電腦等屬之。